# Mary Jean Collins
Pour les articles homonymes, voir Collins.
Marie Jean Collins (née en 1939 dans le Wisconsin) est une féministe américaine,.

## Organisation Nationale pour les femmes
Elle rejoint l'Organisation Nationale pour les Femmes (NOW) en 1967. En 1968, elle déménage à Chicago où elle est élue présidente du chapitre de NOW. Ce chapitre parraine la Grève des femmes pour l'égalité (en), qui a eu lieu en 1970. À la fin des années 1960 et au début des années 1970, Marie Jean Collins est directrice régionale pour le Midwest et membre du Conseil d'administration de NOW. En 1980, elle est réélue présidente du chapitre de Chicago de NOW. Elle est ensuite élue au niveau national, vice-présidente de NOW de 1982 à 1985,. Dans les années 1980, elle participe à la campagne de l'assemblée générale de l'Illinois pour la ratification de l'Amendement d'Égalité des Droits. Elle est également co-présidente du groupe de travail Sears au sein de NOW, qui lutte contre la discrimination par Sears, qui est alors le plus grand employeur de femmes dans le monde. Elle mène également des démarches anti-discrimination contre AT&T.
À compter de 2017, elle est élue au Conseil d'Administration des Veteran Feminists of America (en).
Elle est également directrice de Catholics for choice, membre de la Commission de Choice USA (en), et  vice-présidente de People For the American Way.

## Divers
C'est une des protagonistes du film sur l'histoire du féminisme She's Beautiful When She's Angry.
La bibliothèque Arthur and Elizabeth Schlesinger sur l'histoire des femmes en Amérique possède quelques-uns de ses articles dans un recueil intitulé Papers of NOW officer Mary Jean Collins, 1966-1988.